# Mściwuje

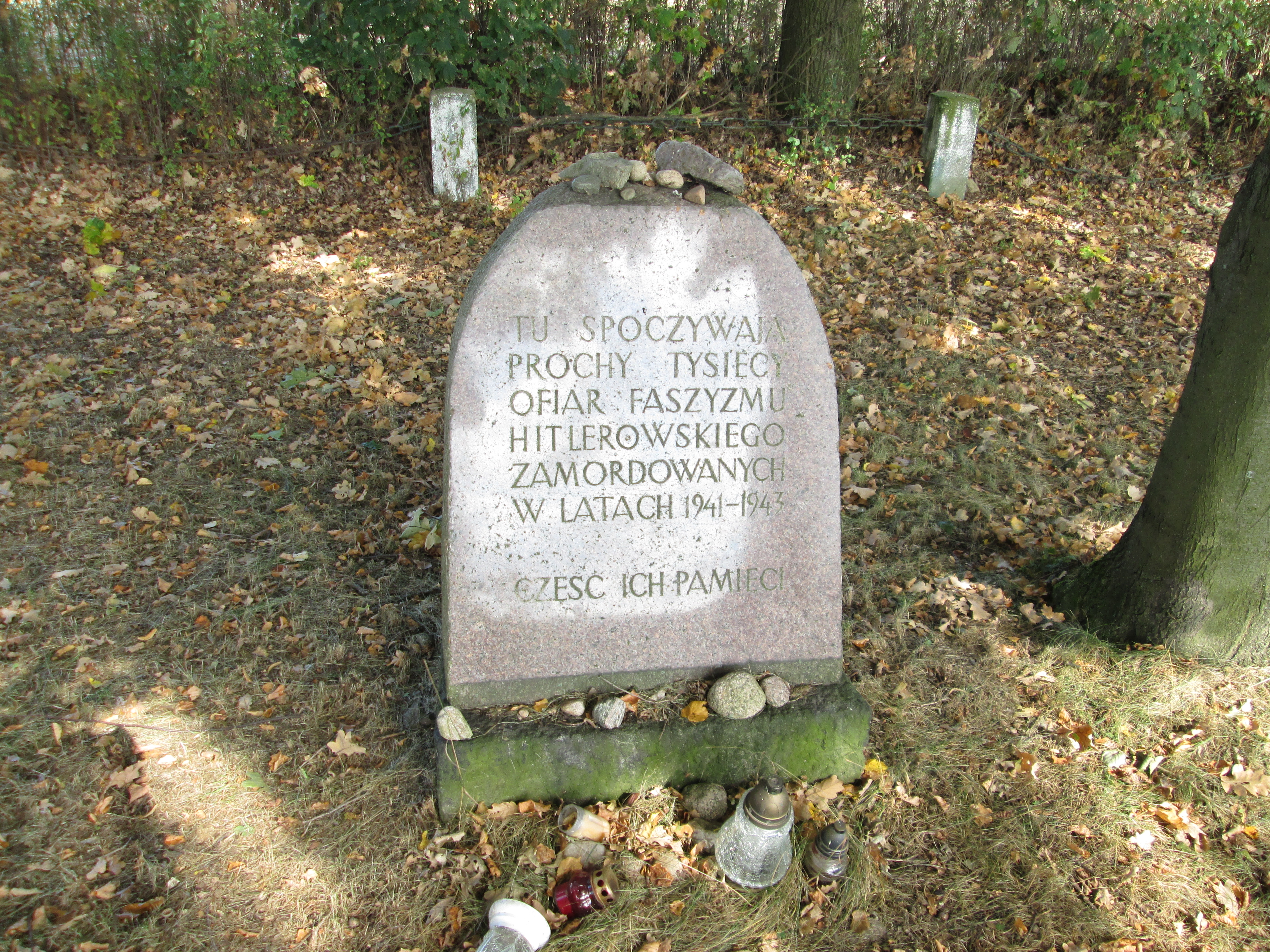
Tablica upamiętniająca pomordowanych żydów znajdująca się w pobliżu wioski

Mściwuje – wieś w Polsce położona w województwie podlaskim, w powiecie kolneńskim, w gminie Mały Płock.
Wierni kościoła rzymskokatolickiego należą do parafii Znalezienia Krzyża Świętego w Małym Płocku.

## Historia
W latach 1921–1939 wieś leżała w województwie białostockim, w powiecie kolneńskim (od 1932 w powiecie ostrołęckim), w gminie Mały Płock.
Według Powszechnego Spisu Ludności z 1921 roku zamieszkiwało tu 171 osób w 32 budynkach mieszkalnych. Miejscowość należała do parafii rzymskokatolickiej w m. Mały Płock. Podlegała pod Sąd Grodzki w Kolnie i Okręgowy w Łomży; właściwy urząd pocztowy mieścił się w m. Mały Płock.
W sierpniu 1941 wieś była miejscem masowego mordu (Zbrodnia w Mściwujach) dokonanego przez Niemców na kobietach żydowskich z Kolna.
W latach 1975–1998 miejscowość administracyjnie należała do województwa łomżyńskiego.

## Zabytki
W miejscowości znajduje się cmentarz żydowski z okresu II wojny światowej, nr rej.: A-443 z 30 grudnia 1991.